# Myrciaria
Myrciaria es un género de arbustos o pequeños árboles pertenecientes a la familia Myrtaceae, son nativos de Sudamérica, especialmente de Paraguay. los nombre comunes incluyen: jaboticaba, jabuticaba, guaperu, guapuru, hivapuru, sabara, ybapuru. Los jaboticabas son unas frutas comerciales muy significativas en Brasil, de donde son nativas la mayoría de las especies. M. cauliflora es muy parecida a la uva en el gusto.
M. dubia, crece en áreas inundadas del Perú y es una importante fuente de vitamina C.

## Descripción
Son arbustos o árboles pequeños; variadamente pelosos, los pelos simples, o glabros excepto por los márgenes ciliados de las brácteas, bractéolas, lobos del cáliz y pétalos. Con ramitas débilmente comprimidas. Hojas opuestas, cartáceas o coriáceas, las nervaduras laterales numerosas, rectas y muy juntas. Inflorescencias en racimos axilares, los ejes típicamente 1 mm o menos, las flores sésiles o en pedicelos cortos, robustos; brácteas persistentes. Flores 4-meras; bractéolas persistentes, separadas o formando un involucro cupuliforme por debajo del botón y la flor; hipanto prolongado más allá del ovario, circuncísil en la base y caduco inmediatamente después de la antesis, el hipanto, corola y estambres desprendiéndose como una unidad; lobos del cáliz imbricados, partiéndose irregularmente en la antesis; estambres unidos en la punta superior del tubo. Frutos en bayas, carnosos; semillas 1 o 2, el embrión similar al de Eugenia , no dividido y muy grande.

## Taxonomía
El género fue descrito por Otto Karl Berg y publicado en Linnaea 27(2–3): 136, 320. 1854[1856]. La especie tipo es: Myrciaria tenella (DC.) O. Berg.

## Especies selectas
- Myrciaria ciliolata O.Berg
- Myrciaria cauliflora (Mart.) O.Berg (jaboticaba)
- Myrciaria delicatula O.Berg
- Myrciaria dubia (camu-camu)
- Myrciaria floribunda
- Myrciaria ibarrae Lundell
- Myrciaria jaboticaba
- Myrciaria tenella
- Myrciaria trunciflora
- Myrciaria glomerata O.Berg
- Myrciaria paraensis
- Myrciaria vexator